# Alexander Nevskijs och Dimitrij Donskojs kapell, Volgograd
Alexander Nevskijs och Dimitrij Donskojs kapell (ryska: Часовня Александра Невского и Димитрия Донского; translitteration: Chasovnja Aleksandra i Dimitija Donskogo; kyrkslaviska bokstäver: Часо́внѧ А҆леѯа́ндра Невского и҆ Дими́трїѧ Донского) är ett ryskt-ortodoxt minneskapell beläget i staden Volgograd, i Volgograd oblast i Södra federala distriktet, i sydvästra Ryssland.
Kapellet är helgat åt helgonet Alexander Nevskij och storfurste Dmitrij Donskoj. Det är också helgat åt invånarna i den före detta staden Stalingrad (idag Volgograd) som försvann under slaget vid staden (1942–1943).
Kapellet tillhör det rysk-ortodoxa stiftet Volgograds stift.

## Historik
Idén om att bygga Alexander Nevskijs och Dimitrij Donskojs kapell uppstod år 2008.
Grundstenen till kapellet lades och invigdes den 21 juni 2012. Kapellet invigdes den 23 augusti samma år.
Byggnaden byggdes på initiativ av en organisation vid namn "Veteraner från militärt kontraspionage" och som utgick från Boris Matveevs projekt.

## Kapellet

### Exteriör
- Kapellet är gjort av vit marmor och är mer än 5 meter högt.[1][2][3]

- På de små valven finns inskriptioner där det står bland annat "Evig ära åt fäderneslandets försvarare".[2][3]

### Inventarier
- Inne i kapellet finns en dekoration som föreställer Sankt Georgsbandet.[2][3]
- Det finns också ikoner föreställande kapellets patroner, Alexander Nevskij och Dmitrij Donskoj.[2][3]

## Övrigt
I andra städer i Ryssland, som till exempel Sankt Petersburg, Pskov och Smolensk, kan man finna andra kapell som ser exakt likadana ut som denna.